# Robert Kamiński
Robert Kamiński – polski fizyk, profesor doktor habilitowany.

## Życiorys
Ukończył studia fizyczne na Uniwersytecie Jagielońskim w 1991 roku. Obronił doktorat w 1997 roku, stopień doktora habilitowanego uzyskał w 2011 roku, a tytuł profesorski – w 2024 roku. Obecnie pracuje jako profesor zwyczajny Instytutu Fizyki Jądrowej im. Henryka Niewodniczańskiego PAN. Działa w projekcie Cosmic-Ray Extremely Distributed Observatory.